# Krunker
Krunker, oder Krunker.io, ist ein am 20. Mai 2018 erschienener Online-Ego-Shooter des Schweizer Entwicklers Yendis Entertainment und des Publishers FRVR. Das Spiel ist kostenfrei im Webbrowser spielbar sowie für PC und Smartphones herunterladbar.
Im Mai 2022 wurde Krunker von FRVR übernommen, einem maltesischen Publisher kostenfrei spielbarer Browser- und Smartphonespiele. Zu diesem Zeitpunkt zählte Krunker über 200 Millionen Spieler weltweit.

## Spielprinzip
Ziel des Spiels ist es, Punkte zu sammeln, indem man feindliche Spieler tötet oder Aufgaben erfüllt. Es stehen 25 offizielle Spielmodi zur Verfügung, darunter Free for All, Team Deathmatch und Capture the Flag, die auf zwölf Karten gespielt werden können.
Ein Level-Editor sowie Unterstützung von Skriptsprachen ermöglichen Spielern das Erstellen eigener Karten und Spielmodi. Diese können anschließend anderen Spielern zur Verfügung gestellt werden. Der Hersteller vergütet Autoren beliebter Inhalte monetär. Bis Mai 2022 erstellten Spieler so mehr als 50.000 Level.

## Rezeption
Das Webmagazin ScienceFiction.com kürte Krunker zum besten IO-Spiel des Jahres 2019 und nannte es „bei weitem die beste browserbasierte Ego-Shooter-Adaption“. Gelobt wurde die Mischung aus Counter-Strike 1.6 und Minecraft für „schnelles Tempo und das Gameplay des Spiels“. Das Spiel wurde 2020 von Tech News Today in den Top 10 der besten webbrowserbasierten Ego-Shooter gelistet. Verglichen mit anderen im Webbrowser spielbaren Ego-Shootern setze Krunker sowohl grafisch als auch spielerisch weniger auf Realismus, könne jedoch mit der aktivsten Spielergemeinde, regelmäßigen Aktualisierungen mit neuen Spielinhalten und klassischem Arena-Shooter-Gameplay punkten.
Hardcore Gamer bezweifelt, dass Krunker es mit Spielen wie Halo oder Counter-Strike: Global Offensive aufnehmen könne, dennoch sei der Erfolg des Browserspiels bemerkenswert. Dieser beruhe insbesondere auf der Modifizier- und Erweiterbarkeit durch Spieler, die vom Hersteller aktiv unterstützt wird. PCGamesN zählte Krunker zu den besten IO-Spielen 2023. Das Spielemagazin hob eine geringe Einstiegshürde trotz gewisser Spieltiefe hervor. Der 3D-Shooter kombiniere Elemente aus Call of Duty, Minecraft und Roblox und weise eine große aktive Spielergemeinde mit benutzerdefinierten Servern und zahlreichen Spielmodi auf. Auch Mein-MMO.de lobt die Unkompliziertheit von Spielprinzip und -voraussetzungen. Das Spiel sei bestens für kurze Partien zwischendurch geeignet, die „Klötzchengrafik“ jedoch Geschmackssache.

### E-Sport
Am 30. Oktober 2020 wurde im Rahmen von Australiens Wohltätigkeitskampagne „Bandanna Day“ ein Turnier ausgetragen, bei dem 10.000 australische Dollar an Kindern, die Krebs haben gespendet. Darüber hinaus ist das Spiel in der eSports-Szene aktiv. Beispielsweise kündigte der Entwickler am 3. Dezember 2021 an, dass er ein Turnier namens Krunker Pro League organisieren würde, bei dem 10.000 US-Dollar gewonnen werden könnten. Einer der Sponsoren davon ist Corsair Gaming. Am 2. Dezember 2021 kündigte E-Sport-Veranstalter FACEIT an, Krunker.io als Teil der „Season of the Dragon“ zu ihrer Plattform hinzuzufügen.